# Brachaciptera
Brachaciptera is een kevergeslacht uit de familie van de boktorren (Cerambycidae). De wetenschappelijke naam van het geslacht werd voor het eerst geldig gepubliceerd in 1917 door Lea.

## Soorten
Brachaciptera omvat de volgende soorten:
- Brachaciptera auricoma Lea, 1917
- Brachaciptera tibialis Lea, 1917